# Лари Уол
Лари Арнолд Уол (на английски: Larry Arnold Wall) е американски компютърен програмист и автор. Той е създател на езика за програмиране Пърл.

## Личен живот
Лари Уол е роден на 27 септември 1954 г. Уол израства в Лос Анджелис и след това в Бремертън, Вашингтон, преди да започне висшето си образование в Сиатълския тихоокеански университет през 1976 г., със специалност химия и музика, а по-късно с пред-медицински предмети. Прекъсва образованието си, и в продължение на няколко години работи в компютърния център на университета. След това завършва с бакалавърска степен по естествени и изкуствени езици.
Бидейки аспиранти в Калифорнийския университет, Бъркли, Уол и съпругата му учат лингвистика с намерението да намерят неписан език, може би в Африка, и да създадат съответна система за писане. След това са щели да използват тази нова писмена система да преведат различни текстове на езика, сред които и Библията. Поради здравословни причини тези планове не се осъществяват и те остават в Съединените щати, където Уол се присъединява към лабораторията за реактивно движение на НАСА, след като завършва висшето си образование.
Уол е активен член на Новия живот, Църквата на Назарянина. Работи и със своята местна църква за Bible Quizzing (библейски викторини) за квартала Нор-Кал.

## Постижения
Уол е автор на клиента Usenet и широко използваната програма patch. Той печели два пъти Международния конкурс за обфускани кодове на C и става носител на първата награда на фондацията за свободен софтуер за напредъка на свободния софтуер през 1998 г.
Освен с техническите си умения, Уол е известен със своето остроумие и саркастичен хумор.
Уол разработва интерпретатора и езика на Perl, докато работи за System Development Corporation. Корпорация по-късно става част от Burrough, а след това и Unisys. Той е съавтор на Programming Perl (често наричан Camel Book и публикуван от O'Reilly), който е стандартен и пълен ресурс за програмистите на Perl. Също е редактирал готварската книга на Perl. След това бива нает на пълен щат от O'Reilly Media, за да развива Perl и да пише книги по темата.
Обучението на Уол като лингвист е забележимо в неговите книги, интервюта и лекции. Той често сравнява Perl с естествен език и обяснява своите решения в дизайна на Perl с лингвистична обосновка. Той често използва лингвистични термини за езиковите конструкции на Perl, така че вместо традиционни термини като „променлива“, „функция“ и „акцесор“ понякога казва „съществително“, „глагол“ и „актуализатор“.
Християнската вяра на Уол е повлияла на част от терминологията на Perl, както и на самото име, което е библейска препратка към „скъпоценната перла“ (Матей 13:46). Подобни препратки са името на функцията bless и организацията на Raku (известен преди като Perl 6), дизайнерски документи с категории като апокалипсис и екзегеза. Уол загатва, че е вярващ, когато говори на конференции, включително на конференцията Perl 3.0 през 23 август 1999 г. в Монтерей, Калифорния.